# Rotstern

Logo aus dem Jahr 2011

Rotstern ist eine Schokoladenmarke aus dem Osten Deutschlands. Kreiert wurde das Markenzeichen Ende 1954 für den VEB Rotstern Schokoladenwerk in Saalfeld. Ab Herbst 2012 gehörte sie der Caritas-Behindertenwerk GmbH Burgenlandkreis (cbw) in Waltersleben.
Im September 2019 wurde die Rotstern Schokoladen GmbH & Co. KG gegründet und in die United Chocolate Group mit Sitz in Weißenfels eingegliedert.

## Geschichte

### Aus Mauxion wird Rotstern

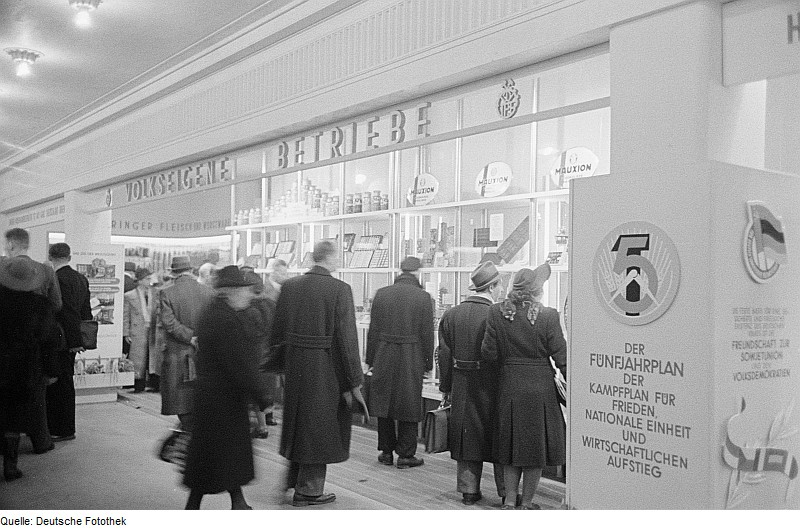
Besucher vor einem Schaufenster mit Produkten der Schokoladenfabrik Mauxion 1951, dem Vorläufer der Rotstern

Schokolade wird in Saalfeld schon seit 1901 produziert. Damals kamen aus Berlin die Gebrüder Alfred und Felix Mauxion (deren Vater hatte dort 1855 mit einer Confiserie angefangen) und kauften die Saalfelder Neumühle, um daraus eine Schokoladenfabrik zu machen. 1917 erwarb der Geschäftsführer Ernst Hüther die Firmenanteile der beiden Brüder. In der Sowjetischen Besatzungszone wurde das Unternehmen im Juni 1948 verstaatlicht und hieß nun VEB Mauxion Schokoladefabrik. Vor Gericht erwirkte 1954 die Familie des 1944 verstorbenen Ernst Hüther, die nach Westdeutschland übergesiedelt war, dass ihr die Markenrechte für Mauxion zugesprochen wurden. In Saalfeld reagierte man schnell und meldete am 18. November 1954 den Namen und das Logo für Rotstern als Marke an, welche am 17. März 1955 im Markenregister eingetragen wurden. Der Hintergrund des Namens Rotstern hat unterschiedliche Interpretationen: Entweder stehe er für den russischen Stern und das Symbol des Sozialismus oder er symbolisiere die aufgehende Sonne hinter dem Roten Berg, der gegenüber dem Werk liegt. Aber auch im sozialistischen Betrieb Rotstern erinnerten sich einzelne Mitarbeiter noch an ihren früheren Chef Hüther. Die Leiterin des Pralinenpacksaals (SED-Mitglied) kommentierte 1956 die Kritik von Arbeiterinnen an vorhandenen Missständen, dass zu ihrer Zeit als Directrice bei Hüther „es so etwas ... nie gegeben habe“ und die Arbeiterinnen aufgewiegelt worden seien (Unruhen in Polen und Ungarn). Es kam aber kaum zu Arbeitsniederlegungen wie z. B. am 3. Oktober 1959 wegen unterschiedlicher Prämien für Brigaden. Schon früh war Rotstern im Kreisgebiet eine Ausnahme bei Besetzung von Führungspositionen mit Frauen (Sechzig in mittleren und höheren Leitungspositionen bis 1970). Der VEB Rotstern Schokoladenwerk und der VEB Berggold in Pößneck wurden 1966 zum VEB Thüringer Schokoladenwerke zusammengelegt, 1981 kam noch die Süßwarenfabrik Erfurt dazu. Der VEB Thüringer Schokoladenwerke gehörte bis 1990 zum Kombinat Süßwaren produzierte bis zuletzt unter dem Namen Rotstern Schokolade für den DDR-Markt, auf dem es einen bedeutenden Marktanteil hatte. 95 % der Tafelschokolade kamen aus dem Werk in Saalfeld, darunter auch die Schlager-Süßtafel.

### Rotstern nach 1990

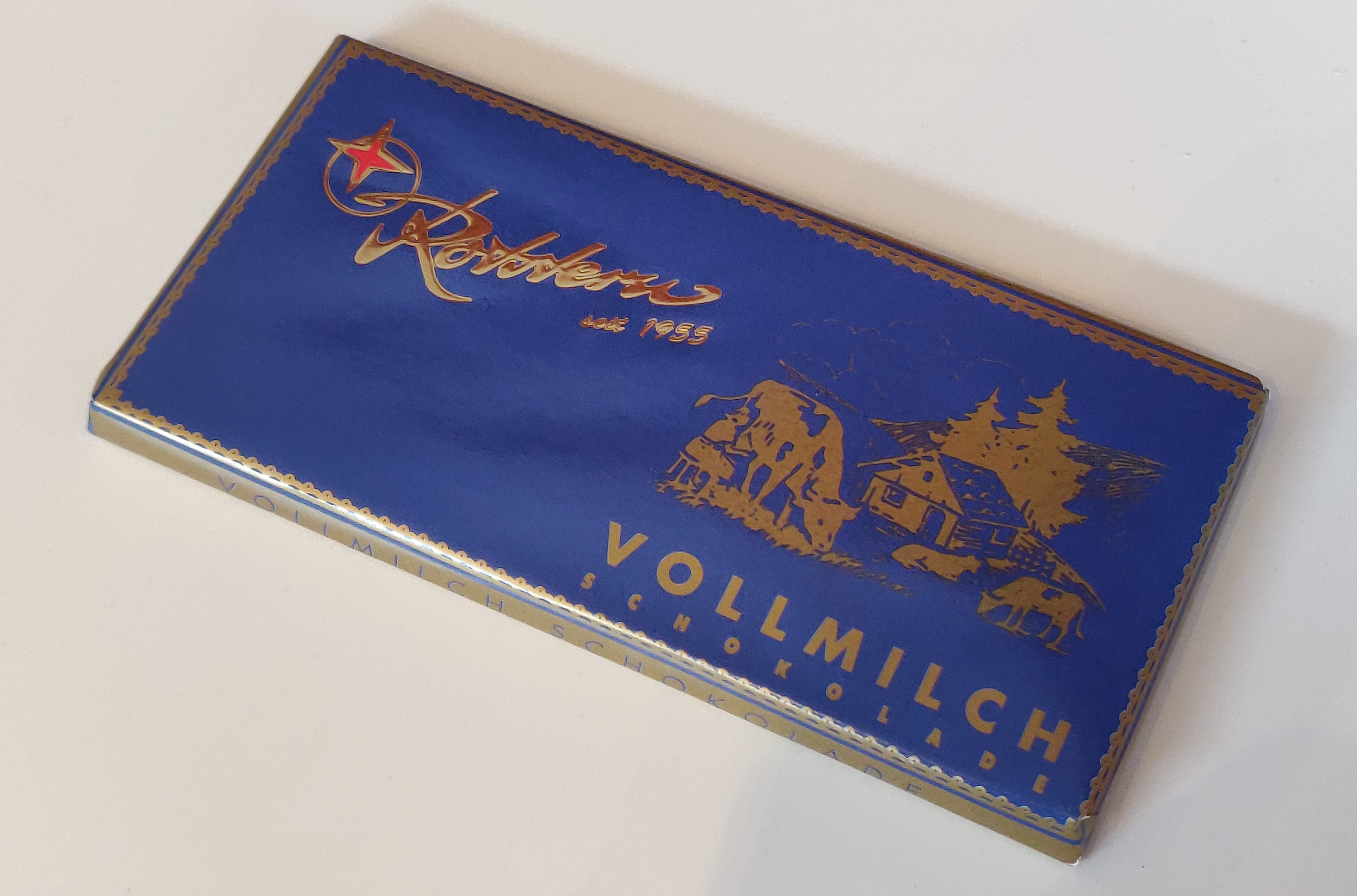
Vollmilchschokolade von Rotstern aus Saalfeld aus dem Jahr 2019

Im Januar 1991 wurde die größte Schokoladenfabrik der DDR von Stollwerck übernommen. Statt Rotstern lieferte das Werk nun Schokolade unter den Namen Stollwerck, Sprengel oder Waldbaur. Im Zuge der Renaissance der Ostmarken kaufte das Handelshaus Alsen aus Ichtershausen-Thörey bei Erfurt 2002 die ungenutzten Markenrechte von Stollwerck. Zuerst ließ man die Schokolade bei Nestlé herstellen. Im Januar 2004 wurde das Handelshaus Alsen zur Rotstern GmbH & Co. KG umbenannt. Mitte 2005 eröffnete die Rotstern Confiserie mit Espressobar in Erfurt am Fischmarkt. Ende 2005 wurde die insolvente Feengrotten-Chocolaterie in Saalfeld übernommen, um vor allem Pralinen selber zu fertigen. Neben weiteren Schokoladen-Ostmarken wie Chokis oder Mokka-Bohnen wurde aber auch Spielzeug vermarktet, das 2010 ein knappes Drittel des Umsatzes ausmachte. Im Frühjahr 2010 stand die Produktion in der Schokoladenmanufaktur in Saalfeld aus wirtschaftlichen Gründen still. Die Firma Rotstern kooperierte daraufhin mit der Diakoniestiftung Weimar Bad Lobenstein. Davor begann schon die Kooperation mit der Caritas Behindertenwerk GmbH Burgenlandkreis, die für Rotstern in Osterfeld Pralinenkästen füllte sowie ab September 2010 Verpackungen für Rotstern produzierte sowie eine Versandabteilung betrieb. Anfang Juni 2012 meldete die Firma Rotstern dann Insolvenz an, wobei indirekt auch 135 Beschäftigte der Caritas betroffen waren. Im September 2012 erwarb die Caritas-Behindertenwerk GmbH Burgenlandkreis (cbw) im Rahmen einer sanierenden Firmenübertragung das Unternehmen Rotstern GmbH & Co. KG. Die cbw ist eine 100%ige Tochtergesellschaft des Caritasverbandes für das katholische Bistum Magdeburg (DiCV). Durch den Kauf wurde der mögliche Verlust von bis zu 150 Arbeitsplätzen für Menschen mit Behinderung vermieden. Die Manufaktur in Saalfeld wird mit weniger Mitarbeitern weitergeführt. Die Produktion dort musste bereinigt werden, sodass auch die Herstellung der Edelbitterschokolade „Feenzauber“ in Sammlerdose mit Saalfelder Motiven eingestellt werden musste. Es handelte sich um eine exklusive Variante der als Scho-Ka-Kola bekannten koffeinhaltigen Schokolade. Die Confiserie am Erfurter Fischmarkt wurde nicht von der cbw übernommen und schloss 2012. Stattdessen wurde am 31. August 2013 die Rotstern Confiserie am Domplatz eröffnet.

## Kleingartenanlage

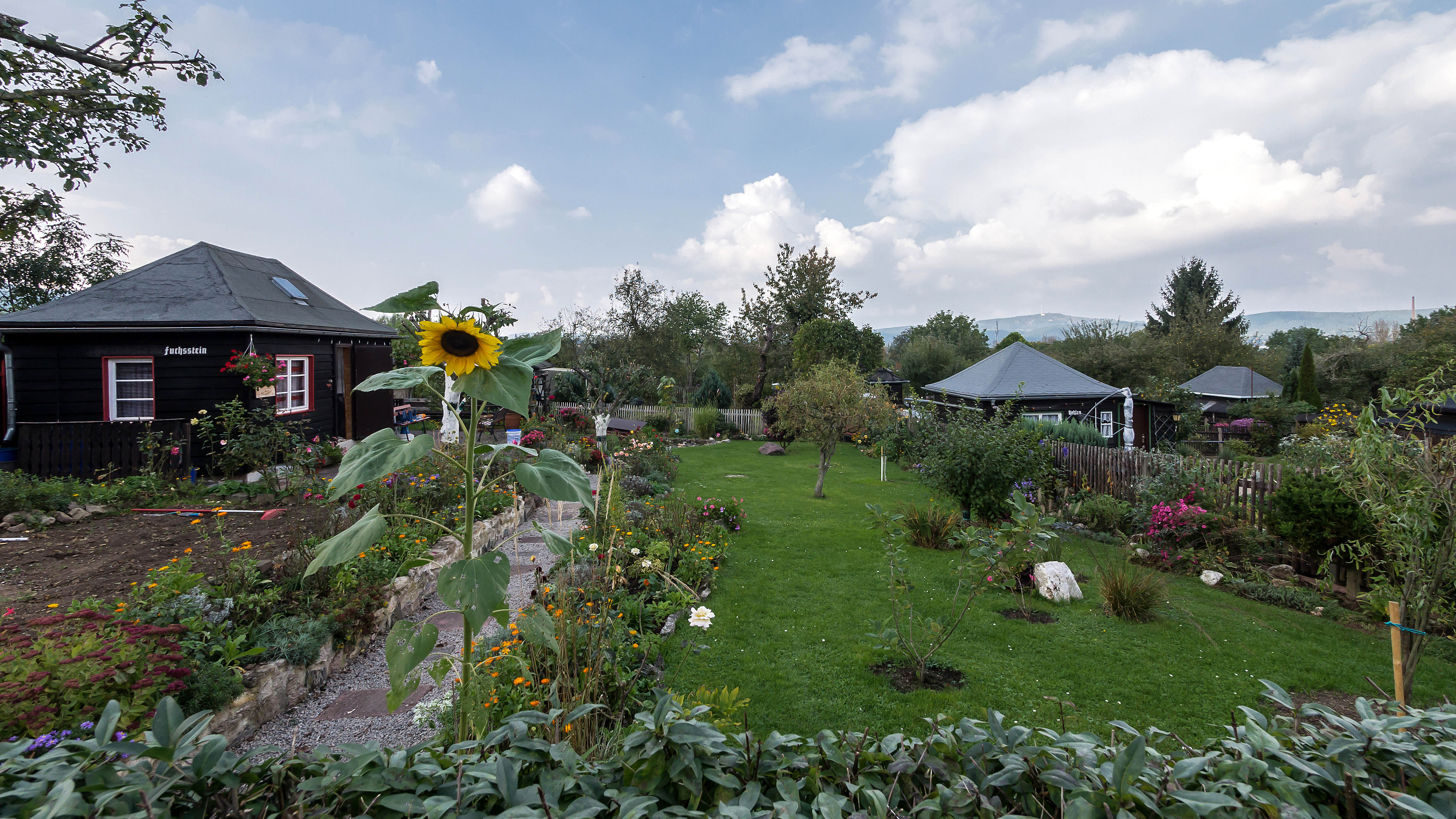
Laubenkolonie Rotstern (vormals Mauxion) am Neumühlenweg in Saalfeld

Ebenfalls in Saalfeld existiert eine Kleingartenanlage namens „Rotstern“, die seit 1996 als schützenswertes Gartendenkmal eingetragen ist. Diese wurde vom damaligen Eigentümer der benachbarten Schokoladenfabrik Mauxion, Ernst Hüther, initiiert, gebaut und im Frühjahr 1937 als Schrebergartenkolonie Laubenheim Mauxion eingeweiht. Die sechzig 300 bis 500 Quadratmeter großen Parzellen konnten seinerzeit von den Angestellten des Unternehmens für wenig Geld gepachtet werden. Die Lauben wurden in einheitlichem Stil errichtet und waren allesamt mit einem Wohn-, einem Werkzeug- und einem Abstellraum sowie einem überdachten Freisitz ausgestattet. Das Laubenzubehör wurde vorgeschrieben wie z. B. ein Lampenschirm mit Glühbirne, kleine Illuminations-Glühbirnen, Tisch und Stühle, Papierkorb und Abfalleimer. Den Pächtern standen für den Gartenbau geeignete Fachzeitschriften und Literatur zur Verfügung. Die Illuminations-Birnchen gaben der Kolonie einen „außerordentlich wirkungsvollen Eindruck“, weshalb auf Wunsch von Dr. Hüther die Pächter verpflichtet wurden, die Birnchen an den Wochenenden zwischen 21 und 22.30 Uhr einzuschalten. Die Kleingartenkolonie besteht nahezu unverändert bis heute. Den Namen „Rotstern“ erhielt sie erst mit dem Verlust der Namensrechte für Mauxion zu Zeiten der DDR.